# Erubey Cabuto
Erubey Cabuto Garcia (nació el 6 de septiembre de 1975 en Tepic, Nayarit) es un exfutbolista mexicano que jugaba en la posición de guardameta.

## Trayectoria
Surgido de una de las escuelas de fútbol en México, la cantera del Atlas, en la ciudad de Guadalajara, Jalisco.
Erubey debutó en la Primera División de México el 23 de diciembre de 1995, cuando recibió la oportunidad por parte del entonces director técnico Eduardo Solari, misma que recibiera su hermano gemelo Walter Cabuto, quien tuvo una corta trayectoria debido a una grave lesión de rodilla.
A partir del Invierno 1996 se queda con el puesto titular, tras la salida de Oswaldo Sánchez al Club América.
En los ocho torneos que dirigió el argentino Ricardo La Volpe a los Rojinegros del Atlas, Cabuto se mantuvo en el puesto.
Se consolidó como el titular indiscutible bajo los tres postes, pues faltó a solamente 20 de 237 partidos que disputó el cuadro rojinegro hasta su salida tras el Verano 2002, y la mitad de esas ausencias fueron en el Invierno 1998, debido a una lesión.
De cara al Apertura 2002 llega a los Gallos Blancos del Querétaro, donde una lesión impidió su participación en dicho torneo, pero para el Clausura 2003 cumplió como titular hasta el Clausura 2004, donde empezaría a dejar de tener continuidad.
Ante la desaparición del equipo queretano al finalizar el Clausura 2004 –por la reducción a 18 equipos–, fue transferido a Jaguares de Chiapas. En dos años con los Naranjas, jugó únicamente en seis ocasiones; el arquero titular era el "Gato" Omar Ortiz.
Para el Apertura 2006 retornó a los Gallos Blancos, luego de que el equipo queretano consiguiera su ascenso a la Primera División.

## Estadísticas

### Clubes
| Atlas F.C. · México |               |               |     |    |     |     |
| 1ª | 1995-96       | 5             | 1   | -  | 6   |     |
| 1ª | 1996-97       | 37            | 7   | -  | 44  |     |
| 1ª | 1997-98       | 40            | -   | -  | 40  |     |
| 1ª | 1998-99       | 33            | -   | -  | 33  |     |
| 1ª | 1999-00       | 35            | 4   | 16 | 55  |     |
| 1ª | 2000-01       | 38            | 4   | -  | 42  |     |
| 1ª | 2001-02       | 33            | 3   | -  | 33  |     |
| Total club | Total club    | 221           | 19  | 16 | 256 |     |
| Jaguares de Chiapas · México |               |               |     |    |     |     |
| 1ª | 2004-05       | 5             | 0   | -  | 5   |     |
| 1ª | 2005-06       | 1             | 0   | -  | 1   |     |
| Total club | Total club    | 6             | 0   | -  | 6   |     |
| Querétaro F.C. · México |               |               |     |    |     |     |
| 1ª | 2002-03       | 22            | -   | -  | 22  |     |
| 1ª | 2003-04       | 26            | -   | -  | 26  |     |
| 1ª | 2006-07       | 4             | -   | -  | 4   |     |
| Total club | Total club    | 52            | -   | -  | 52  |     |
| Total carrera | Total carrera | Total carrera | 279 | 19 | 16  | 314 |
| (1)Incluye datos de la Copa México, Pre Pre Libertadores (1999, 2000 y 2001) e InterLiga (2005 y 2006) (2)Incluye datos de la Copa Libertadores (2000) y Copa Pre Libertadores (2000) |               |               |     |    |     |     |

## Selección nacional de México
Fue convocado por primera ocasión al Tricolor, por el "Ojitos" Enrique Meza en abril del 2001, para enfrentar a Chile en el Estadio Universitario, en Monterrey,  Nuevo León; ingresó al minuto 45 por Oswaldo Sánchez. 
Integró el plantel que acudió a la Copa FIFA Confederaciones 2001.
Para el conjunto nacional, Cabuto estuvo disponible en 5 ocasiones. 
 Juegos amistosos 
| Fecha      | Sede      | Estadio               | Resultado | Tiempo     |
| ---------- | --------- | --------------------- | --------- | ---------- |
| 11/04/2001 | Monterrey | Estadio Universitario | 1-0       | 45 minutos |
| 25/05/2001 | Derby     | Pride Park Stadium    | 4-0       | Suplente   |

 Competencia oficial 
| Copa                           | Sede | Resultado    |
| ------------------------------ | ---- | ------------ |
| Copa FIFA Confederaciones 2001 | /    | Primera fase |

## Palmarés

### Otros campeonatos
| Título                     | Club  | Sede               |
| -------------------------- | ----- | ------------------ |
| Pre Pre Libertadores 1999  | Atlas | Estados Unidos     |
| Copa Pre Libertadores 2000 | Atlas | Venezuela / México |